# Site archéologique de Hauterive-Champréveyres
Le site archéologique de Hauterive-Champréveyres est situé sur la rive du lac de Neuchâtel à l'emplacement du musée du Laténium.
Le site, alors encore immergé, est signalé dès 1858 par Ferdinand Keller. À la suite de la correction des eaux du Jura (1868-1878), les occupations humaines préhistoriques des rives du lac de Neuchâtel sont plus amplement dévoilées. La récolte de mobilier archéologique s'accroît à cette époque, mais ce n'est que durant les fouilles de sauvetages programmées (1983-1986) dues à la construction de l'autoroute A5 qu'une véritable documentation du terrain est effectuée. Ainsi, sur le lieu-dit Champréveyres, sont mis au jour deux sites paléolithiques de l'époque magdalénienne et azilienne, deux sites néolithiques des civilisations de Cortaillod et de Horgen, ainsi qu'un village de l'âge du bronze final.

## Contexte

### Localisation et topographie

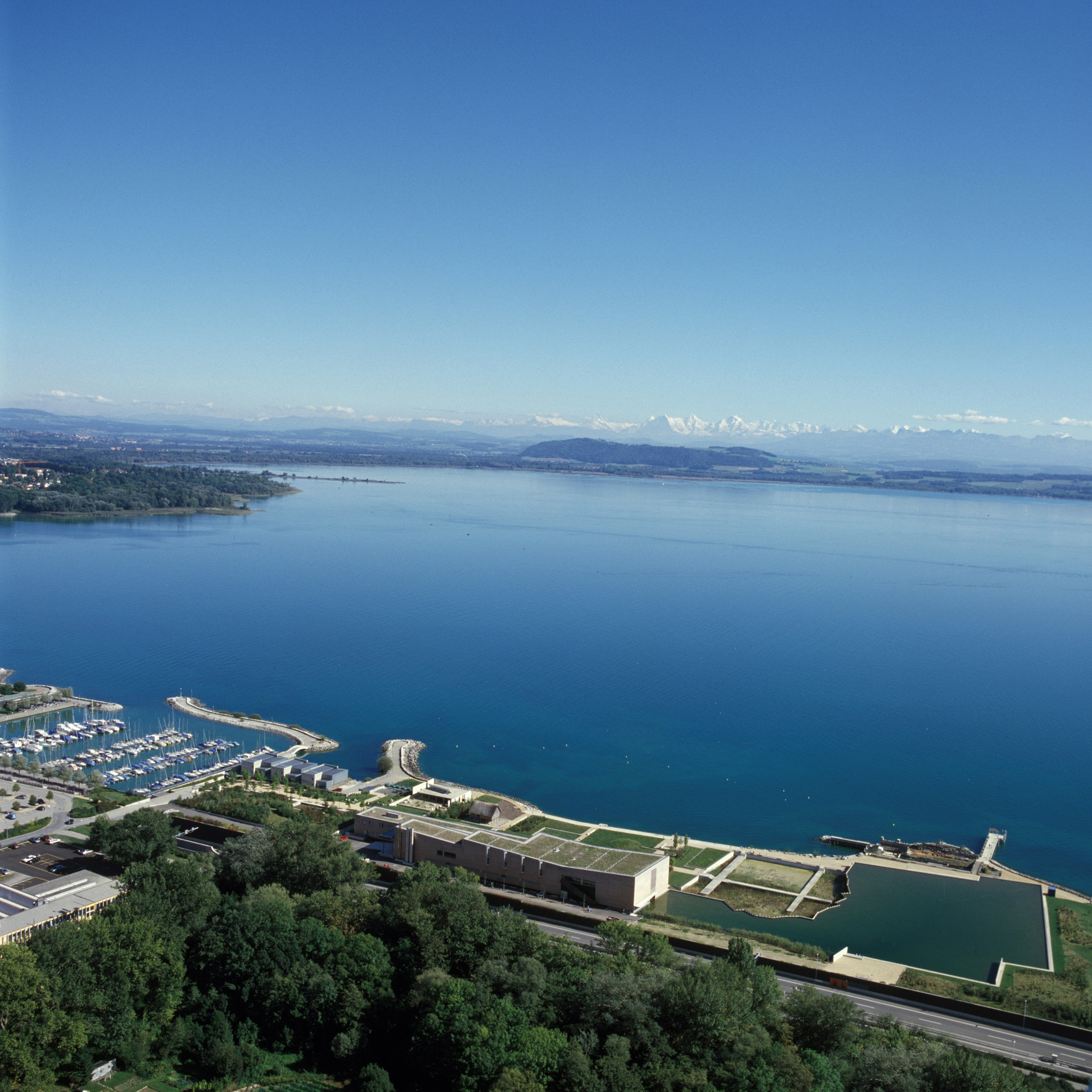
Vue générale du Laténium depuis le massif du Jura (Neuchâtel, Suisse)

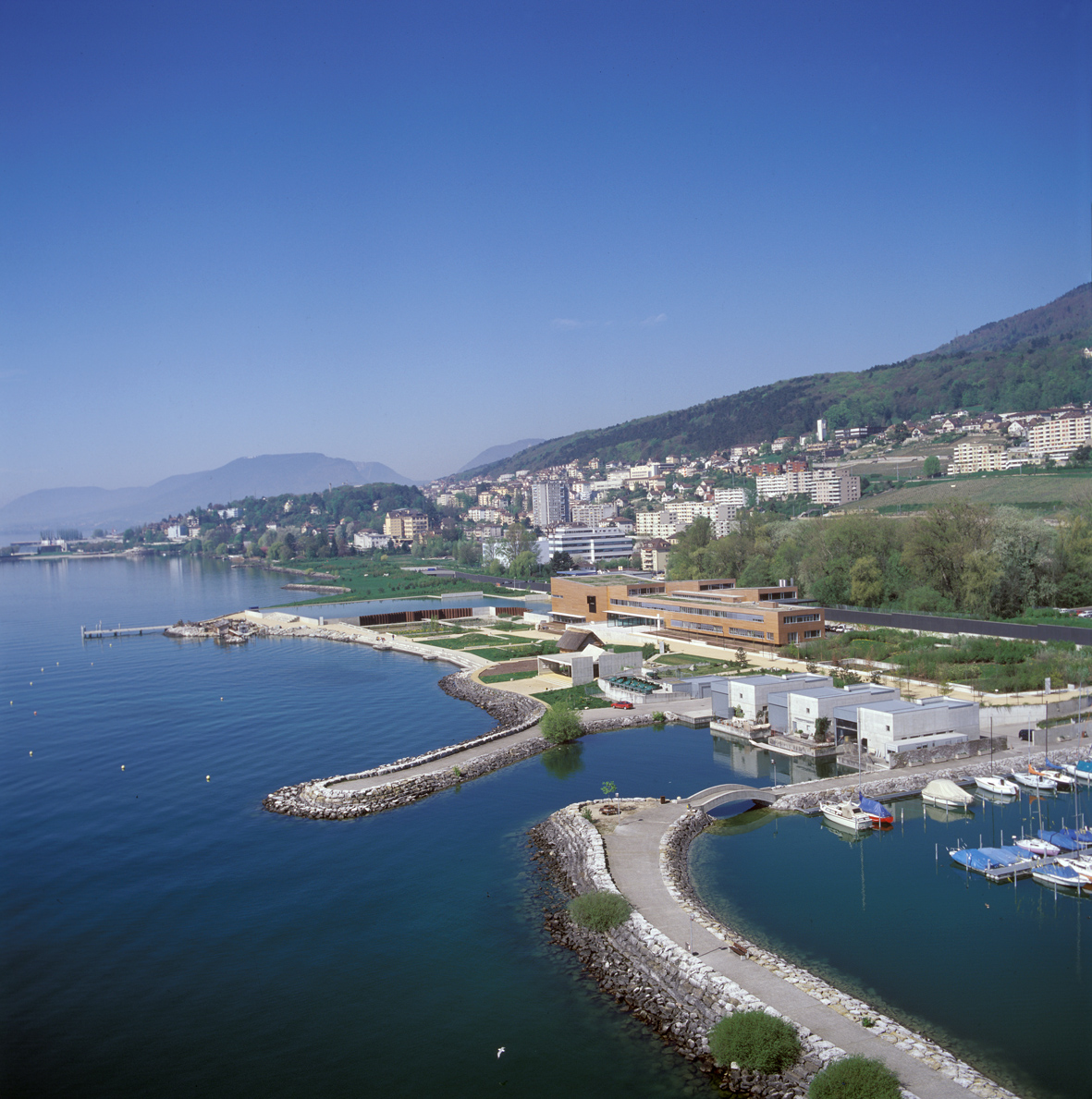
Photo aérienne du Laténium, parc et musée d'Archéologie (Neuchâtel, Suisse)

Le site archéologique d'Hauterive-Champréveyres se trouve sur la rive nord du lac de Neuchâtel (CH), dans la baie de Champréveyres (commune de Hauterive, canton de Neuchâtel), au pied du massif du Jura. Champréveyres, toponyme associé à un vignoble et à un domaine, a une altitude moyenne de 430 m et Hauterive est situé à flanc de coteau, au pied de la montagne de Chaumont, dont le versant sud est sur un substrat de roches calcaires. Ce lieu offre donc principalement des prairies maigres.

### (Pré-)histoire
Les plus anciennes traces d'occupation relevées sur le site de Hauterive-Champréveyres datent du Paléolithique supérieur. Tout comme le site de Monruz qui lui est distant d'un kilomètre, le site de Champréveyres a d'abord été un campement magdalénien, puis azilien. Par la suite, le site sera occupé deux fois durant le Néolithique et connaîtra une phase d'occupation à l'âge du Bronze ; les attestations ultérieures d'une présence humaine sont plus sporadiques.

## Histoire de la recherche
Ce site, alors immergé de 1,20 à 1,80m de profondeur, avait été repéré en 1858 par Ferdinand Keller. Une vingtaine d'années plus tard, à la suite de la première correction des eaux du Jura, le niveau moyen du lac s'abaissa de 2,70 m, ce qui exonda en partie le site et permit ainsi de ramasser des objets archéologiques, datant principalement du bronze final, à pied sec. En 1933, l'archéologue Paul Vouga y effectua des sondages à l'aide d'une drague mécanique. Il releva l'existence d'un établissement néolithique du Horgen au nord de celui du bronze final. La zone encore immergée de l'établissement du bronze final fut encore en partie explorée en 1961 par une équipe de plongeurs du Centre d’Études et de Sports subaquatiques de Neuchâtel (CESSNE), puis par le Service cantonal d'archéologie en 1979-1980. 

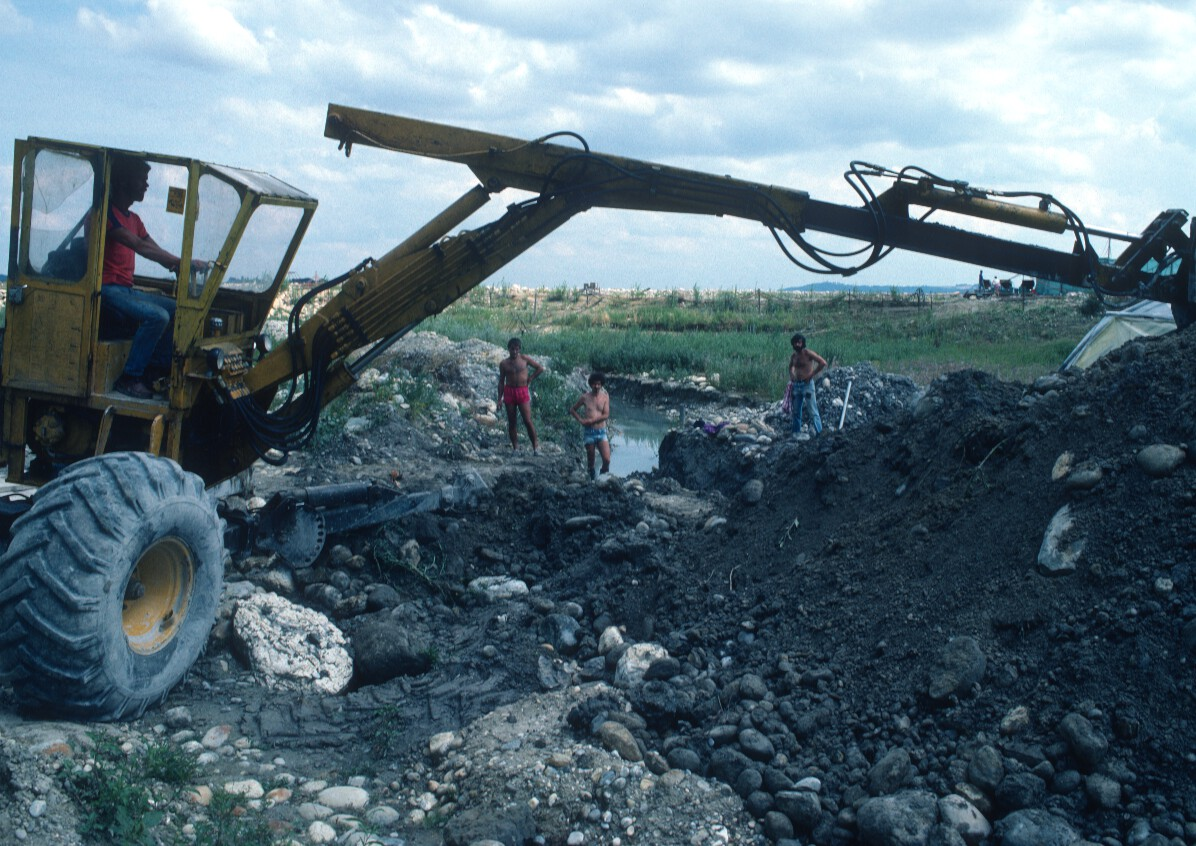
Photo des premiers travaux de déblaiements de surface après la création du polder (Hauterive, Suisse)

 C'est la construction de l'autoroute A5, et plus particulièrement du tronçon reliant Saint-Blaise à Neuchâtel, qui a permis de lancer un vaste programme de fouilles de sauvetage, financées par la Confédération, du site d'Hauterive-Champréveyres. Le site fut tout d'abord exondé et asséché grâce à la construction d'une digue, laissant ainsi accessible une surface à fouiller de 15'000 m² environ. Ces fouilles, qui se déroulèrent de mai 1983 à août 1986, furent réalisées par le Service cantonal d'archéologie neuchâtelois, dirigé par Michel Egloff, archéologue cantonal, et son adjoint Beat Arnold.
Une fois la zone endiguée fouillée, il s'est avéré qu'elle contenait des établissements d'époques différentes. La partie centrale avait abrité un village du bronze final, qui, à l'ouest, empiétait sur les vestiges d'un village néolithique du Cortaillod classique. Au nord de la zone, un autre village néolithique, attribué cette fois au Horgen, a été découvert. Cependant, en raison de la forte érosion qu'a subi cette partie du site, le village Horgen n'a pas bénéficié de fouilles approfondies. Des campements de chasseurs-cueilleurs du Paléolithique supérieur (horizons azilien et magdalénien supérieur) ont également été mis au jour. Les fouilles de ces différents gisements ont été suivies de plusieurs années d'étude du mobilier archéologique découvert, et les résultats publiés notamment dans la série Archéologie neuchâteloise.

## Paléolithique supérieur
À la fin de la dernière glaciation, une population de chasseurs-cueilleurs s'est établie à Champréveyres durant le Magdalénien ; des foyers, nappes d'ocres, déchets de débitage du silex et restes osseux attestent de leur présence.

## Néolithique
Le site de Hauterive-Champréveyres est surtout connu pour son occupation importante à l'âge du bronze final, mais des occupation plus anciennes, du Néolithique y sont attestées, dès le premier quart du quatrième millénaire avant notre ère, avec des bâtiments érigés à proximité du lac durant l'époque de Cortaillod.
En outre, juste en retrait du site archéologique de Hauterive-Champréveyres, un site de l'époque du Horgen a été identifié et fouillé, en retrait du rivage, sur le lieu-dit voisin de Rouges-terres. Cet habitat, d'une extension de 500 m², comprenant des constructions mal conservées, a été daté par la dendrochronologie, entre 3242 et 3236 avant notre ère.

### Néolithique moyen: Cortaillod classique

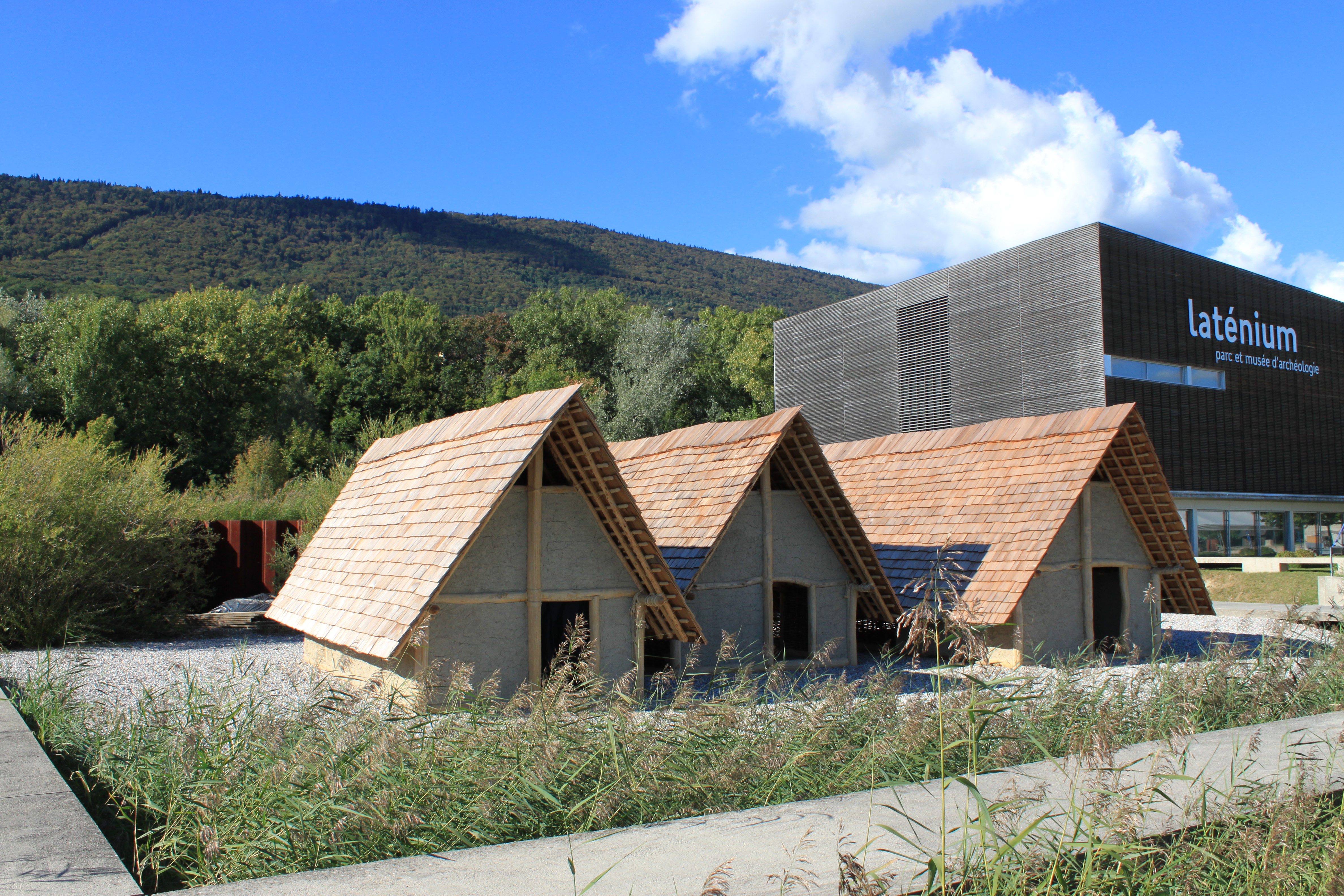
Reconstitution de maisons néolithiques, d'après un procédé d'archéologie expérimentale (Hauterive, Suisse)

Fondé vers 3810 avant notre ère, le village néolithique de Champréveyres a été occupé pendant environ 20 ans. La typologie du matériel archéologique retrouvé sur les lieux correspond à la culture du Cortaillod classique. De 3811 à 3809, six longs bâtiments rectangulaires, probablement construits à même le sol, ont été construits perpendiculairement au rivage. Leur sol était aménagé de dalles et de galets. Quelques maisons et annexes ont ensuite été ajoutées sur les côtés. Enfin, une série d'édifices de plus petites dimensions, destinés au stockage et à des activités artisanales, ont été construits au sud. Trois reconstitutions in situ de maisons néolithiques ont été réalisées dans le Parc archéologique du Laténium, de même que le plan des pieux retrouvés, à l'emplacement exact où avait eu lieu la fouille. Dans son occupation maximale, le village couvrait une surface de 2400m2. Le village était doté de deux palissades successives, la plus ancienne faite de bois tendre, la plus récente en chêne, qui englobait la première. Si le chêne est l'essence la plus utilisée dans la construction, le peuplier, l'aulne, le bouleau et l'érable ont également été employés.
Le travail du silex était important dans ce village, comme en témoigne la mise au jour de près de 1800 outils.

## Âge du bronze
Le village de Hauterive-Champréveyres est l'un des plus grands villages lacustres suisses du bronze final. Le chantier de fouilles couvrait 8700 m² et les vestiges y étaient conservés à des degrés variables ; la couche 3, au nord, était la mieux conservée et la plus épaisse. S'étendant du Ha B1 au Ha B3, la durée d'occupation du site de Hauterive-Champréveyres couvre quasiment tout l'âge du bronze final ; ainsi, le village a été occupé sur près de 200 ans, avec probablement deux phases successives.

### Environnement
Les excellentes conditions de conservation, dues à la situation immergée du site, ont permis la préservation de nombreux restes organiques. Les chercheurs ont ainsi pu identifier plus de 220 végétaux différents, conservés sous forme de fruits ou de graines, qui leur ont permis de reconstituer l'environnement et les habitudes alimentaires des habitants de ce village. L'étude des diatomées, des algues microscopiques unicellulaires, a permis de mettre en évidence que le village, construit sur la rive, se trouvait régulièrement inondé lors des crues, dont l'eau, en se retirant, nettoyait le sol des détritus accumulés en période d'étiage.

#### Dendrologie
Les datations obtenues pour ce village du bronze final proviennent essentiellement de l'analyse dendrochronologique des pieux utilisés pour la construction des maisons. Il en ressort que le site a été habité de façon continue depuis les années 1050 jusque vers 871 av. J.-C. Trois grandes phases d'abattage des arbres, correspondant à des périodes d'expansion du village ou à des rénovations de ses habitations existantes, ont été mises en évidence. La plus ancienne partie du village se trouve dans la zone nord et a été construite entre 1054 et 1037 ; le village s'est ensuite étendu vers le sud entre 996 et 977, puis vers l'est entre 910 et 876. Dans son extension maximale, le village couvrait une surface d'environ 8700 m².
Pour ce qui est des habitations elles-mêmes, elles suivaient un plan courant pour cette période. Rectangulaires et constituées de trois nefs, elles étaient disposées parallèlement au rivage, sur plusieurs rangées. Leur surface moyenne était de 85 m². Elles étaient construites sur des poteaux qui soutenaient un plancher surélevé. L'ossature de pieux et de bois horizontaux était fixée avec un système de tenons et mortaises, renforcé par des ligatures. Les parois étaient constituées de clayonnage enduit d'argile et de planches. La toiture, réalisée avec des planchettes, formait un angle de 65°. Le plancher supportait une chape d'argile destinée à isoler le foyer du plancher inflammable.
La partie la plus ancienne du village, qui recouvrait la moitié de sa surface finale, était composée de 19 constructions. C'est le chêne, l'essence la plus courante dans les forêts alentour, qui a été utilisé pour réaliser les pieux. Sur les 7446 pieux retrouvés à Hauterive-Champréveyres, seuls 2 % provenaient d'autres essences. L'analyse dendrochronologique a permis de dater 80 % des pieux, qui étaient généralement abattus en automne et en hiver. Les habitations les plus anciennes ont été construites avec de gros arbres provenant des forêts primaires. Au fur et à mesure de la construction du village, le diamètre des pieux s'est fait plus varié, car les habitants abattaient les chênes provenant des zones régénérées de la forêt. Les troncs étaient préformés en dehors du village, en taillant les pieux en pointe dans la partie cime, et traînés jusqu'au village, où ils étaient façonnés et enfoncés. Grâce à la découverte de stries en zigzag sur les pieux, leur technique d'implantation a pu être mise en évidence. À l'aide de traverses, on appliquait un mouvement semi-rotatif au pieu pour l'enfoncer. Ce procédé laisse en effet des stries en zigzag lorsque le pieu frotte des pierres en s'enfonçant.

#### Paléoenvironnement
Le site de Champréveyres se trouvant dans un ensemble paysager orienté plein sud, il bénéficie d'un fort ensoleillement favorisant l’implantation d’espèces thermophiles.
Les diatomées, algues unicellulaires très résistantes, se retrouvent dans les différentes couches sédimentaires du site de Hauterive-Champréveyres et permettent de reconstituer les conditions physico-chimiques qui prévalaient au moment du dépôt de ces organismes. Ainsi, elles indiquent que le sol du village devait être généralement humide, avec quelques épisodes de sécheresse, et qu'il était jonché de restes organiques en décomposition régulièrement dispersés par des marées.
Dès la fin du Néolithique, les sociétés humaines ont un impact grandissant sur l'environnement ; des prairies et terres arables sont obtenues par défrichement à proximité des habitats. Cette ouverture des paysages, qui s'applique au site de Hauterive-Champréveyres, est visible grâce à la palynologie. Ainsi, on remarque que les cultures céréalières sont plus importantes, en témoigne la quantité élevée de pollens de ce type de végétaux retrouvée. De manière générale, au nord des Alpes, les champs semblent avoir été de petite envergure et étaient fréquemment entourés de prairies humides.
La végétation pionnière des grèves colonise les bords des lacs et des cours d’eau et est représentée par l’agrostide (Agrostis canina/stolonifera/tenuis) retrouvée en quantité aux alentours du village, mais aussi au bord des chemins humides ou dans les champs. Aux abords des marécages se trouvaient des aulnaies (Alnetea glutinosae), constituées de fourrés de saule et d’aulne glutineux (Alnus glutinosa). Les forêts riveraines (Alno-Ulmion) sont peu représentées. Découlant des activités humaines, les prairies humides (Molinietalia) se situent dans des zones marécageuses. Elles sont principalement caractérisées à Champréveyres par les joncs (Juncus conglomeratus/effusus), le scirpe des bois (Scirpus sylvaticus) et la reine des prés (Filipendula ulmaria).
Tout cela conclut à une ouverture de la forêt proche du village au profit d'activités humaines telles que les cultures ou l'élevage.

#### Sédimentologie et taphonomie
L'étude des sédiments des sites lacustres, notamment à Hauterive-Champréveyres, permet d'analyser les variations climatiques et environnementale passées.
Lorsque le lac entre en phase de transgression et lorsque son niveau est, pour une durée relativement longue, suffisamment haut et calme, il s’ensuit une protection des couches par dépôt sédimentaire. Mais inversement, si le niveau est bas et/ou très agité, alors les particules sont remises en suspension. S’ensuivent alors des processus d’érosion qui détruisent les couches archéologiques. Dans les couches anthropiques de Hauterive-Champréveyres, la majeure partie du matériel se trouve en position secondaire : les mouvements d’eau ont entraîné un tri densimétrique des déchets. Ainsi, toutes les couches anthropiques de l’horizon du Bronze final du site montrent un remaniement certain.

#### Faune

##### Chasse et pêche
Les ressources du lac sont pleinement exploitées par la pêche des poissons mais aussi par la chasse des oiseaux marins, corroborées par la découverte de 648 hameçons simples et doubles en bronze sur le site.
Hors des milieux marécageux, le lièvre, le hérisson, certains oiseaux et, dans une moindre mesure, le cerf ont été chassés.
Des restes d'espèces commensales de l'être humain, comme le rat noir et le campagnol, ont été retrouvés lors des fouilles.

##### Élevage
Les prairies maigres qu'offrent les environs immédiats du site étaient propices à l'élevage de caprinés, notamment aux chèvres qui apprécient les feuilles et les buissons et qui s'adaptent bien aux lieux en pente ou accidentés, contrairement aux moutons qui préfèrent des prairies ouvertes. Les chèvres seraient alors élevées pour la production de lait, et les moutons pour la production de laine.
Quant aux bovidés, bien que peu adaptés à la topographie du lieu et à son climat sec et demandant une importante quantité de fourrage, ils demeurent très représentés sur le site de Hauterive-Champréveyres et étaient probablement utilisés pour la traction agraire.
Le porc est aussi beaucoup représenté dans les restes fauniques du site ; d'ailleurs, en général, le porc représente 20% du matériel osseux sur les sites de l’âge du Bronze sur le Plateau suisse.
Pour ce qui est des chiens et des chevaux, leur présence est attestée sur le site de Hauterive-Champréveyres, mais dans des quantités osseuses inférieures aux espèces citées ci-dessus.

### Artisanat
Les dates précises obtenues par dendrochronologie, la bonne conservation et l'abondance du mobilier archéologique découvert à Hauterive-Champréveyres en font un site de référence, et ont permis de préciser la chronotypologie du Bronze final palafittique régional.

#### Céramique
Des écuelles, bols, jattes, plats creux, pots et vases ont été retrouvés sur le site d'Hauterive-Champréveyres: les formes les plus fréquentes sont celles que l'on retrouve dans la région des Trois Lacs pour l'Âge du Bronze final (Ha B3). Différentes techniques ont été utilisées pour obtenir les décors, telles que l'incision sur pâte molle ou sur pâte sèche, l'usage d'un peigne, l'impression, le modelage, et l'ajout d’appliques en argile modelée, de lamelles d’étain ou de fils colorés.

#### Argiles et terres cuites
Le corpus des argiles et terres cuites est principalement constitué de 192 croissants d'argile et de 486 fusaïoles, ainsi que de chapes d'argile. Ces dernières, consistant en des plaques d'argiles rigidifiées, avaient pour but de protéger le sol de la maison du feu du foyer. Une fois trop usées ou abîmées, elles étaient jetées à l'extérieur de la maison, soit directement dans la rue en contrebas, soit dans un lieu prévu à cet effet.
Quant aux fusaïoles, la plupart des types sont répartis de façon homogène dans l'ensemble des couches archéologiques. La répartition spatiale des 174 fusaïoles retrouvées en contexte archéologique est relativement homogène ; leur position ne semble donc pas liée à des structures particulières.
En outre, sept pesons ont été découverts à l'ouest du village, dont cinq dans les sables de surface. Leur perforation, située dans la partie supérieure, porte dans un cas une trace d'usure due au frottement d'un lien, ce qui pourrait suggérer une utilisation comme poids de métier à tisser.
De plus, des torches, aussi appelées anneaux de suspension ou tores, et apparaissant sur la plupart des sites lacustres au Bronze final ont été retrouvées. Elles pourraient notamment avoir servi de supports pour des vases à fond conique, de poids de métiers à tisser ou encore de poids de filet de pêche.
Enfin, le village de Hauterive-Champréveyres a livré le plus grand assemblage de croissants d’argile connu à ce jour, avec un total de 1080 fragments, pour un nombre minimum de 995 individus. Ces pièces décorées, en forme de croissant en argile, sont caractéristiques du Bronze final, et apparaissent sur un territoire correspondant à peu près à celui du groupe « Rhin-Suisse-France Orientale » (RSFO), dont ils semblent constituer un trait culturel déterminant. Plusieurs interprétations ont été proposées pour ces objets : objet de culte lunaire ou solaire, représentations d'animaux cornus, à moins qu'il ne se soit agi que de simples chenets de foyers.

#### Mobilier métallique et parure
Ce sont plus de 6000 pièces métalliques, d'un poids total de 20kg, qui ont été découvertes dans le village. Ces pièces sont réparties « en anneaux (45%), objets de parure (26%), armes et outils (18%), fragments indéterminés (8%) et déchets de fonte (3%) ». Ce mobilier comprend, entre autres, 648 hameçons, 593 épingles, 95 couteaux, 66 haches, 31 faucilles et 28 bracelets. Les épingles et les couteaux, dont les formes évoluent suivant les modes, sont particulièrement utiles pour la datation. Si les objets sont majoritairement en bronze, des objets en étain, en alliage étain-plomb, en cuivre et en or ont également été retrouvés. La présence de moules, de scories et de matières premières indique qu'au moins certains de ces objets ont été fabriqués sur place.
La parure non métallique est composée d'éléments en os, en pierre et en terre cuite, et également de perles en ambre et en verre.

#### Industrie lithique
Le mobilier lithique s'élève à 5700 pièces environ. Abstraction faite des 463 fragments d'ocre, des 327 fossiles et des 9 fragments de marcassite, il reste 4896 artefacts, constitués de 2600 déchets de taille, 585 silex, 538 meules et molettes, 417 percuteurs, 381 galets taillés, 104 pierres à filets, 97 lissoirs de potiers, 56 cristaux de roche, 22 éclats retouchés, 19 pendentifs, 16 polissoirs et aiguisoirs, 16 haches et ciseaux en roche verte, 15 ancres, 8 pierres à rainure et cupules symétriques, 8 enclumes, 6 marteaux, 6 fusaïoles et 2 galets gravés.
Ont été identifiés comme des percuteurs les galets présentant des traces de percussion sur leurs extrémités, car ceux-ci étaient utilisés à la façon de marteaux et servaient à fabriquer d'autres outils en pierre ou à broyer différentes matières. À l'Âge du Bronze, où les outils en pierre sont peu à peu remplacés par leurs équivalents en métal, les percuteurs en pierre subsistent en effet, notamment pour la fabrication des meules.
Des remontages ont été effectués à partir des pièces finies et des déchets de taille, afin de reconstituer les différentes étapes de la chaîne opératoire et les techniques de débitage, telles que le type de percuteur utilisé pour enlever les éclats, l'ordre du débitage etc.
Un grand nombre de galets taillés ont également été découverts. Ils figurent parmi les plus anciens types d'outils réalisés par l'homme, c'est pourquoi ils sont plutôt caractéristiques des phases anciennes de la préhistoire. Mais ils perdurent, quoique en nombre bien plus réduit, jusqu'à la protohistoire. Des galets taillés ont d'ailleurs été retrouvés sur les sites d'Auvernier-Nord et de Cortaillod-Est. Il n'est donc pas surprenant d'en découvrir des exemplaires sur un site de l'Âge du Bronze, mais la quantité de galets taillés trouvés à Hauterive-Champréveyres reste inhabituellement élevée pour l'époque.

#### Industrie du bois
Le bois a été utilisé pour fabriquer des éléments d'architecture, des manches d'outils, des ustensiles, et des récipients. D'après la répartition des déchets, ces objets étaient réalisés sur place. À ce corpus s'ajoute un important lot de vannerie, constitué d'une vingtaine de fragments fabriqués avec des brins de saule ou d'aulne.

### Fonctionnement du village
Le village du Bronze final était habité par des agriculteurs-éleveurs. Le faible pourcentage de faune sauvage (16% des restes osseux) indique que l'alimentation carnée reposait plus sur l'élevage et la pêche que sur la chasse. Outre les travaux forestiers et agricoles, des activités artisanales locales sont attestées dans les domaines de la métallurgie, de la poterie, de la vannerie, et de l'artisanat sur bois, sur cuir, sur os et sur pierre. Comme la plupart des habitats de l'Âge du Bronze, le village d'Hauterive-Champréveyres subvenait à la plupart de ses besoins.
Certains des objets retrouvés ont mis en évidence des réseaux d'échange à plus ou moins longue distance, d'une part avec d'autres villages palafittiques du Plateau suisse, par exemple en rapprochant des objets provenant d'endroits différents mais tirés d'un même moule, d'autre part avec des régions plus éloignées, notamment pour se procurer des matières premières comme de l'ambre, du verre ou du métal, ou encore des objets finis provenant entre autres du nord de l'Italie.

## Parc archéologique

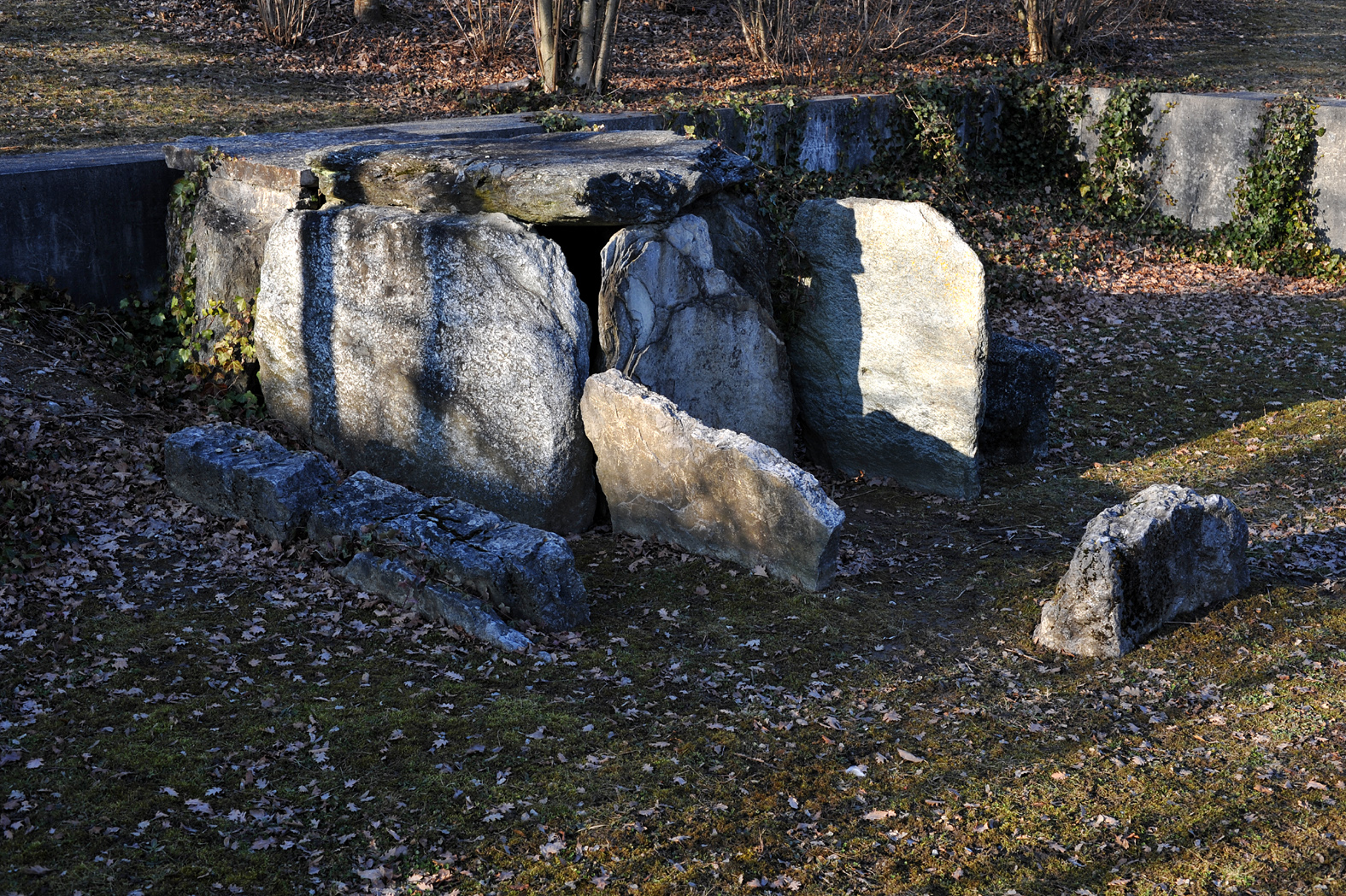
Authentique dolmen retrouvé à Auvernier, maintenant exposé dans le parc du Laténium (Hauterive, Suisse)

Implanté sur la promenade des rives du lac de Neuchâtel et entièrement accessible au public, le parc archéologique du Laténium est une langue de terre d'environ trois hectares de rivage, entre la montagne et le lac "face aux Préalpes et, par beau temps, aux Alpes" ; le site de La Tène et l'oppidum helvète du Mont-Vully sont aussi visibles depuis le parc.
D'authentiques vestiges archéologiques y ont été implantés, tels qu'un dolmen, un menhir, des pierres à cupules, un puits celtique ou encore une canalisation romaine. En outre, un moulage de sol paléolithique est exposé, de même que diverses reconstitutions (maison de l'âge du Bronze, tumulus hallstattien, barque gallo-romaine, toundra-steppe paléolithique, bosquet épipaléolithique, chênaie mixte mésolithique, forêt et champs néolithiques, etc.)
L'intérêt de ces expositions extérieures et des reconstitutions qui entourent le parc est d'immerger les personnes dans une atmosphère préhistorique, et ce, avant même l'entrée dans le musée à proprement parler.
En outre, le parc et le musée "sont implantés sur une portion de territoire soustraite au lac, deux bassins relèvent l’importance de son évolution dans l’histoire de la région". En effet, la reconstitution archéologique ne se limite pas seulement aux objets et aux bâtiments, dans le parc, mais s'étend en fait au paysage entier qui permet à son tour de raconter l'histoire. Ainsi, "le niveau de la nappe d’eau de l’étang piscicole surélevé correspond à l’altitude du lac avant la première Correction des Eaux du Jura (1868–1878) et le bassin voisin, noyant et dévoilant les pieux du village néolithique de Champréveyres – reconstitué exactement à son emplacement original – est alternativement dégagé, colonisé par la roselière ou recouvert d’eau au rythme des saisons et des changements de niveau du lac voisin." Ce second bassin permet donc d'avoir un aperçu de l'évolution du paysage au même rythme que les habitants du village néolithique le vivaient. L'impact de l'homme sur son habitat est au centre du paysage du parc et le musée se place dans cette continuité d'affects anthropologiques sur l'environnement.
Cependant, le bâtiment du musée, qui se fond dans le décor grâce à son revêtement en pin, vise toutefois à se distinguer du reste du paysage par sa "partition métrique et par la trace des cheminements qui expriment la grille utilisée sur les chantiers archéologiques pour le repérage et le relevé des fouilles". Ainsi, on est amené à percevoir le parc comme un chantier de fouilles diachronique.

### Propos

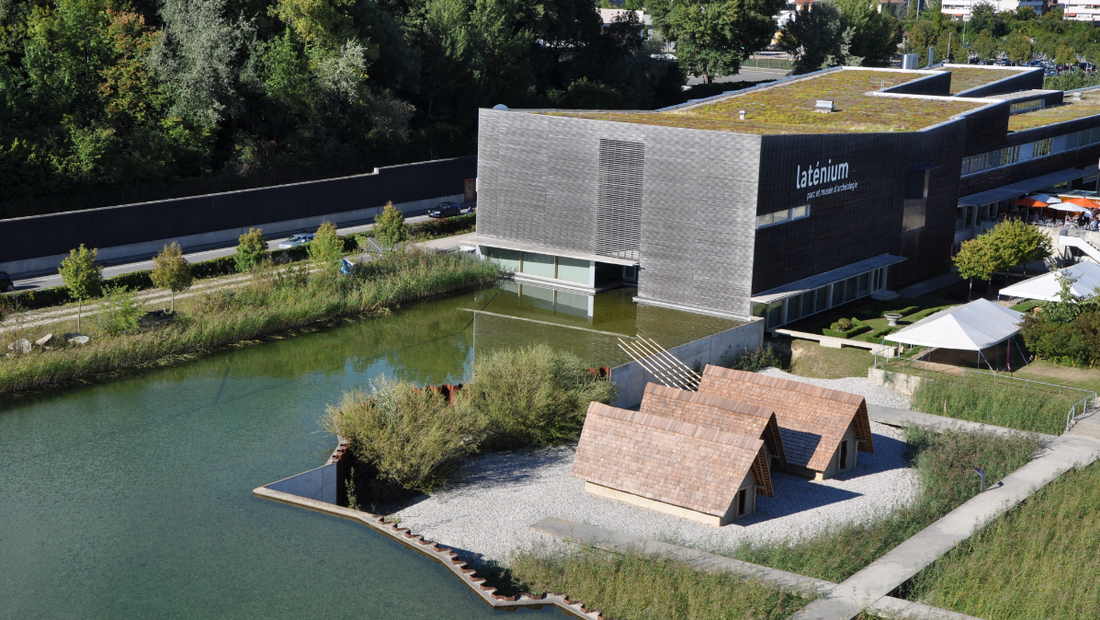
Photo aérienne du musée du Laténium, d'une partie du parc archéologique et de la reconstitution du niveau du lac (Hauterive, Suisse)

Le Parc du Laténium a pour but, outre d'être la continuité du Musée, d'être un lieu pour des animations diverses, mais aussi pour exposer et réaliser différents essais dans le cadre de l'archéologie expérimentale.
L'équipe muséale a fait appel aux objets et à leur contexte archéologique (dispositions topographique et stratigraphique, relations typologiques, façonnage, fonctions, usages techniques, traces d'usure, etc.) pour rendre de manière la plus exacte possible les différents états de fait des différentes périodes que le site et la région ont connu.

#### Archéologie expérimentale
L'archéologie expérimentale, très importante responsabilité scientifique du Laténium, est omniprésente dans le parc archéologique du musée. La plus importante reconstitution est sans doute la maison de l'Âge du Bronze, "entourée d'autres reconstitutions grandeur nature (pilotis et maisons d'un village néolithique, barque gallo-romaine, pont celtique) ou de prélèvements de taille importante (moulage d'un sol magdalénien, portion d'un puits du Second Âge du Fer et d'un aqueduc romain) qui prennent place dans différents types de végétation. Les associations de plantes, d'arbres et arbustes reproduisent les paliers successifs de l'évolution végétale, depuis la colonisation des moraines abandonnées par le glacier du Rhône jusqu'aux champs des premiers agriculteurs. Enfin, un jardin romain évoque, à une échelle réduite, la domestication du paysage."

##### La maison de l'âge du Bronze
Il a fallu dix mois à six personnes (avec l'aide d'intervenants ponctuels) pour construire la maison de l'âge du bronze. Plus rodés et plus nombreux, les artisans du Bronze final mettaient très certainement moins de temps pour ériger une bâtisse de ce genre. Cependant, outre l'aspect temporel, expérimenter la construction a permis de se confronter à des aspects très pragmatiques que devaient aussi rencontrer les populations de l'époque, à savoir quand récolter le bois, où et en quelle quantité, comment l'enfoncer dans le sol, ou alors quel degré d'inclinaison donner à la toiture, quelle paille de faîtage utiliser, etc.
C'est par ce genre de reconstitutions que l'archéologie s'émancipe de la théorie pour avoir un aperçu concret des méthodes et des conditions de vie des peuples pré- et proto-historiques. En outre, les postulats de l’expérimentation ont été solidement fondés sur les vestiges présentés dans le musée, notamment les caractéristiques architecturales du village du Bronze final de Cortaillod-Est.

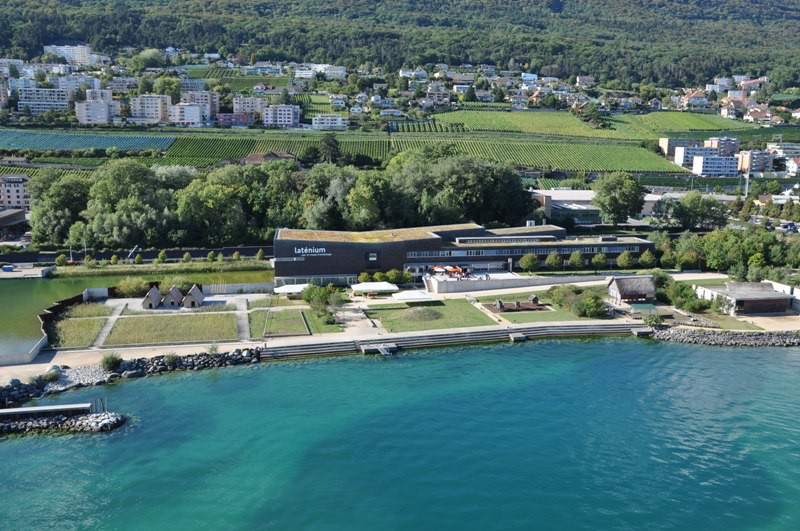
Photo aérienne du Laténium, Parc et Musée d'archéologie et d'une partie de la baie (Neuchâtel, Suisse)

#### Construction du Laténium
Avant les années 1970, le lieu du Parc et du Musée du Laténium était immergé sous plusieurs mètres d'eau. Les travaux pour l'Autoroute A5 ont permis la fouille du site de Hauterive-Champréveyres, à sec grâce à l'installation d'une digue en polder.
"Le Laténium, parc et musée d'archéologie de Neuchâtel, a été inauguré en 2001 sur le site des fouilles de Champréveyres."
Le musée est un bâtiment de plus de 35 000 m3 et son architecture, "constamment relayée et soulignée par les options muséographiques, défend une conception résolument ouverte et intégratrive, tant de l’archéologie que de son objet d’étude. Exprimée par le jeu des transparences et des échappées, cette conception donne notamment à voir les relations entretenues au fil du temps par les sociétés humaines avec leur propre passé et avec leur environnement immédiat."